# 芬蘭神話

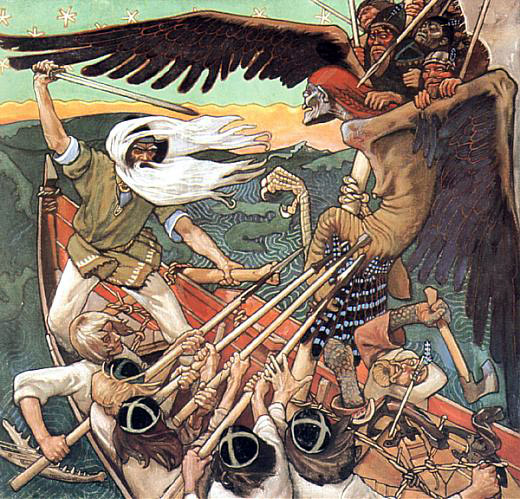
《卡勒瓦拉》中的主要英雄萬奈摩寧從北方國波赫约拉的女巫婁希爭奪“三寶”神磨

芬蘭神話是芬蘭人在基督教化之前所流傳的神話故事。不同於鄰國瑞典、挪威所傳承的北歐神話，芬蘭人的神話與烏拉爾民族（Ural）關係密切。

## 《卡勒瓦拉》

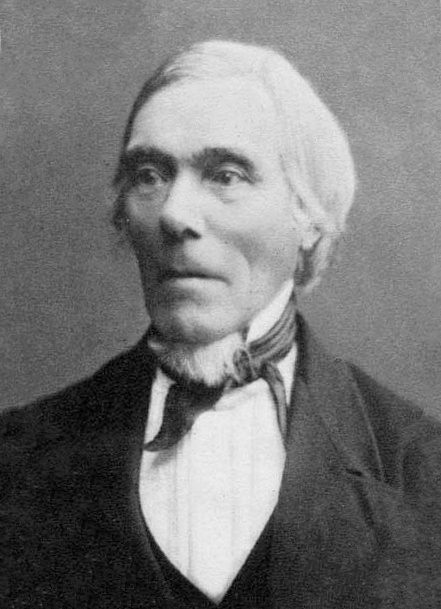
埃利亚斯·伦罗特

芬蘭神話故事主要整理於一本叫作《卡勒瓦拉》的民族史詩裡。該作品是由芬蘭醫生埃利亚斯·伦罗特結集芬蘭的古代傳說、抒情詩和諺語結集而成，於1835年完成初版，並於1849年出版最後定本。故事主角名叫万奈摩宁，他是充滿智慧的魔法師，書中講述他在一次魔法歌唱比賽中擊敗敵人的經過。
透過《卡勒瓦拉》，我們可以窺視芬蘭人的宗教觀和神話內容。芬蘭人是巫術或泛神論者，他們相信天地間住著無數人類看不見的存在，這些存在可以是神明、精靈、巨人或小矮人。在眾多的存在中，最偉大的神明是天空之神烏科。